# 威尔第广场 (巴勒莫)
威尔第广场（Piazza Verdi）俗称马西莫广场（Piazza Massimo）是意大利西西里大区巴勒莫的一个广场。其中心是豪华的马西莫剧院（Teatro Massimo）,意大利最大的歌剧院，也是欧洲的第三大歌剧院，仅次于巴黎歌剧院和维也纳国家歌剧院。广场位于巴勒莫历史中心的塞拉尔卡迪奥区（Seralcadio），马奎达街（Via Maqueda）旁。
威尔第广场开辟于19世纪，以配合巴勒莫的新歌剧院。